# Orphaned Land
Orphaned Land (Terra Orfanada) é uma banda israelense de heavy metal com fortes influências da música tradicional do Oriente Médio.

## História
Orphaned Land foi criado em 1991. Na altura o nome da banda era Resurrection.
Em 1992, depois de algum tempo passado à procura de um som próprio, a banda focou-se na cultura do médio oriente. Adotaram o nome de Orphaned Land e o seu estilo foi se aproximando do oriental metal. A sua música combina vários estilos musicais e filosofias.
No ano seguinte, depois do lançamento da primeira demo The Beloved’s Cry, foi assinado um contrato com a editora francesa Holy Records, por dois álbuns. Sahara, o primeiro, é apresentado em 1994. Dois anos depois é a vez de El Norra Alila.
Depois do sucesso destes dois álbuns, a banda recebeu várias propostas de editoras. A escolhida foi a Century Media, em 1997.
Durante seis anos a banda esteve em hiato. Em 2004 o Orphaned Land faz uma mini tour por Israel e Turquia. Ainda nesse ano terminam o álbum  Mabool. Depois do lançamento, assinam com a agência ICS. 
Segue-se uma tour que abrange 4 continentes e quase 30 países, participando de festivais como Wacken Open-Air, Summer-Breeze, Hellfest e ProgPower.
Em janeiro de 2010, o Orphaned Land lançou o sucessor do aclamado Mabool, intitulado The Never Ending Way of ORWarriOR ("O Caminho Infinito do Guerreiro da Luz", em português) conceitual, narra a batalha entre a luz e a escuridão através de um personagem descrito como o "Guerreiro da Luz". O álbum tem um som diferente do Mabool, e foi produzido novamente por Steven Wilson (Porcupine Tree), que também o mixou. O primeiro single, "Sapari" foi colocado no MySpace com duas outras faixas, "Vayehi OR" e "Disciples of the Sacred Oath II". No início de 2011, The Never Ending Way of ORWarriOR foi avaliado pelo Metal Storm com o melhor álbum de metal progressivo de 2010 pelos usuários com 421 votos de um total de 1130.
A banda já actuou em Portugal, no festival SWR Barroselas Metal Fest a 2 Maio de 2010. Em 20 de abril de 2012, o grupo se apresentou pela primeira vez no Brasil no festival Metal Open Air, São Luís/MA e entre maio e junho de 2013 no Rio de Janeiro, São Paulo, São Bernardo do Campo/SP e no Festival Roça´n Roll em Varginha/MG.

## Estilo e influências
Os membros descrevem seu gênero como oriental metal, proclamando-se um dos fundadores e divulgadores desta vertente. Por vezes são rotulados simplesmente de folk metal, como também "symphonic oriental metal" graças ao grande uso de orquestra sinfônica. 
Apresentava em seus primeiros discos um death/doom, mesclado com a sonoridade oriental judaico-árabe que o tornou conhecido. A partir do Mabool, incorporou progressividade ao estilo da banda, onde teclados, sintetizadores e os instrumentos nativos do oriente médio ganharam mais destaque que nos álbuns anteriores, além de corais, trazendo uma atmosfera épica ao registro.
Com o lançamento do ORWarriOR em 2010, o grupo seguiu a linha do metal progressivo, só que desta vez sem corais e menos sintetizadores em relação ao Mabool, abrindo espaço para um som mais orgânico, com violinos em escala árabe e dando continuidade ao constante uso dos instrumentos exóticos.
Três anos depois com o All Is One a banda opta por quase abandonar os vocais guturais (se limitando a apenas uma música do disco, "Fail") e apresenta canções mais curtas e menos complexas em relação aos trabalhos prévios. A volta dos corais e os arranjos pesados de orquestra sinfônica, letras mais impactantes e a cadência deram um tom mais maduro e melancólico, tanto que o vocalista Kobi chegou a publicar em uma rede social que era "o álbum mais trágico" do Orphaned Land.
Paradise Lost, Yehuda Poliker, Opeth, Sepultura e Porcupine Tree são citados pelos membros como influências para a banda.

## Discografia

### Álbuns de estúdio
- Sahara (1994)
- El Norra Alila (1996)
- Mabool (2004)
- The Never Ending Way of ORWarriOR (2010)
- All is One (2013)
- Unsung Prophets And Death Messiahs (2018)

### EPs
- The Calm Before the Flood (2004)
- Promo Split MCD (2005) – (com Sentenced)
- Ararat (2005)
- Sukkot in Berlin (2015)

### Demos
- The Beloved's Cry (1993)